# Selfie Colado
"Selfie Colado" é uma canção da cantora brasileira Karol Ka, para seu extended play (EP) de estreia auto-intitulado. Foi lançada como primeiro single do trabalho em 4 de setembro de 2015 pela Universal Music Brasil.

## Antecedentes
Desde 2007, Karol Ka, na época conhecida por Karol Kandido, vinha participando dos programas de calouros Ídolos e Country Star. Em 2008, participou do HSM - A Seleção, reality show que escolheria o elenco do longa-metragem High School Musical: O Desafio. No ano seguinte integrou o elenco de Quando Toca o Sino. Nesse mesmo ano formou o grupo Kandies, que logo após se dissolveu. Em 2012 Karol participou da primeira temporada do 1ª temporada de The Voice Brasil e, em 2013, do Fábrica de Estrelas.
Neste mesmo ano passou a se envolver com o gênero de funk melody e passou a ser agenciada durante algum tempo pela cantora Valesca Popozuda, que a iniciou neste mercado. Para a nova fase na carreira altera o nome artístico para Karol Ka e lança seu primeiro single oficial, "Pedra Preciosa". Em 2015 assina com a Universal Music para seu primeiro álbum em circulação nacional. Ainda no mesmo ano, fez parte do elenco principal do reality show Lucky Ladies no canal Fox Life.

## Composição
Musicalmente, "Selfie Colado" é uma canção de música pop com elementos de música árabe. De acordo com o portal Ponto Pop, a faixa remetia aos climas originais criados por "Rich Girl", de Gwen Stefani e "Vem Habib (Wala Wala)", do grupo Rouge. Em termos de letra, a música é sobre a cantora em uma festa com várias pessoas e tirando selfies com elas. "Carreguei o meu celular / Bateria não vai acabar / Na hashtag eu vou colocar 'que festa maneira'", Karol Ka canta, e no refrão em "Biquinho, sorriso / É só me curtir que depois eu te sigo".

## Recepção crítica
Dando à faixa duas de cinco estrelas, o portal Ponto Pop deu uma crítica mista, dizendo que era uma das "melhores produções do ano", e elogiando o vocal da cantora, que "se apresentam em seu melhor momento, concisos, graves e sem as firulas que os jurados dos programas sempre pediram para ela perder – e agora finalmente ela fez!", mas criticou negativamente a letra, dizendo que "é impossível não sentir uma decepção" ao prestar atenção nela. O autor da avaliação terminou "A expectativa é que no próximo lançamento Karol busque uma composição tão boa quanto a produção desta, para que haja homogeneidade. Não há nada de errado em apostar em temas típicos atuais, como o poder feminino e a curtir a noite com as amigas. Ainda que genérico, seria menos constrangedor".

## Videoclipe
No total foram quinze dias de produção, com a cantora dormindo duas ou três horas por dia. Juntamente com Steven Cruz, Karol Ka desenvolveu a ideia por trás de "Selfie Colado". "Eu sou criador e criatura nos meus clipes. Eu tentei passar a ideia de uma festa onde teria muita dança, meio Dubai. Tinham coisas que foram surgindo na hora, muita coisa ali foi de improviso", conta. Um dos improvisos veio nas cenas finais do vídeo: "Começou a chover e achei que iria estragar tudo. Todo o cenário estava pronto, só tínhamos gravado 10% e começou a chover então não tivemos muita opção... Aproveitamos!". O videoclipe teve sua estreia em primeira mão em meados de agosto na festa POPLine Trends, que teve a presença da cantora. Em 26 de agosto, foi liberada uma prévia do vídeo pela Universal Music, seguido pelo making-of das cenas dois dias depois. Em 4 de setembro, o vídeo foi finalmente liberado pela cantora no canal Vevo. Ele mostra a cantora em várias locações, inclusive em um deserto, usando roupas reveladoras, e dançando juntamente com um time de dançarinos. Em um ponto do vídeo, há um break de dança.

## Apresentações ao vivo
Em 12 de setembro de 2015, Karol Ka apresentou "Selfie Colado" em um show na boate The Week no Rio de Janeiro. A primeira apresentação televisionada da canção aconteceu no programa Sabadão, do SBT, apresentado por Celso Portiolli em 2 de novembro.

## Uso na mídia
"Selfie Colado" está sendo tocada na novela das nove da Rede Globo, A Regra do Jogo.